# Ердва
Ердва — река в России. Исток находится в Сивинском районе Пермском крае, а устье — в Афанасьевском районе Кировской области, в 1,8 км по левому берегу реки Леман. Длина реки составляет 38 км. В 14 км от устья принимает слева реку Ломыж.
Исток реки на Верхнекамской возвышенности в Пермском крае близ границы с Кировской областью в 5 км к западу от деревни Самозванка. Исток лежит на водоразделе, рядом берут начало верхние притоки реки Обва. Река течёт на юго-запад, в среднем течении перетекает в Кировскую область, в нижнем течении поворачивает на северо-запад. Притоки — Картая, Берёзовка (правые); Ломыж, Нартвинца, Голевая, Антроповка, Ердвинка (левые). Протекает деревни Савиненки, Антоненки, Васенки, Семёновцы, Филенки, Ларенки, Булыжино (все — Гординское сельское поселение). Впадает в Леман южнее села Гордино (центр Гординского сельского поселения) незадолго до впадения самого Лемана в Каму.

## Данные водного реестра
По данным государственного водного реестра России относится к Камскому бассейновому округу, водохозяйственный участок реки — Кама от истока до водомерного поста у села Бондюг, речной подбассейн реки — бассейны притоков Камы до впадения Белой. Речной бассейн реки — Кама.
Код объекта в государственном водном реестре — 10010100112111100000153.